# Briare
Briare este o comună franceză situată în departamentul Loiret, în regiunea Centre-Val de Loire.

## Geografie

### Localizare
Comuna Briare se află în partea de sud-est a departamentului Loiret, în regiunea agricolă Puisaye. În linie dreaptă, este situată la 68,5 km de Orléans, reședința departamentului, și la 39,9 km de Montargis, subprefectură.

### Comune limitrofe
| Gien                    | Gien                | Ouzouer-sur-Trézée |
| Saint-Brisson-sur-Loire |                     | Ouzouer-sur-Trézée |
| Saint-Firmin-sur-Loire  | Châtillon-sur-Loire | Ousson-sur-Loire   |

## Geologie și relief

### Geologie
Comuna se află în sudul Bazinului Parisian, cel mai mare dintre cele trei bazine sedimentare franceze. Această vastă depresiune, ocupată în trecut de mări puțin adânci și lacuri, a fost umplută, pe măsură ce fundamentul său s-a prăbușit treptat, cu nisipuri și argile provenite din eroziunea reliefului înconjurător, precum și cu calcare de origine biologică, formând astfel o succesiune de straturi geologice.
Straturile aflorante de pe teritoriul comunei sunt alcătuite din formațiuni superficiale din Cuaternar și roci sedimentare datând din Neozoic, cea mai recentă eră geologică pe scara timpilor geologici, începută acum 66 de milioane de ani, și din Mezozoic, numit anterior Era Secundară, care s-a întins între −252,2 și −66,0 milioane de ani. Cea mai veche formațiune este creta albă cu silex, care datează din perioada Cretacic. Cea mai recentă formațiune este reprezentată de aluviunile recente ale albiei minore, datând din epoca Holocen a perioadei Cuaternar. Descrierea acestor straturi este detaliată în foaia „nr. 432 - Gien” a hărții geologice la scara 1/50 000 a departamentului Loiret și în nota explicativă aferentă.

#### Relief
Suprafața cadastrală a comunei, publicată de Insee și utilizată ca referință în toate statisticile, este de 45,41 km². Suprafața geografică, în schimb, este de 45,11 km². Altitudinea teritoriului variază între 122 m și 189 m.

### Hidrografie

#### Un nod fluvial

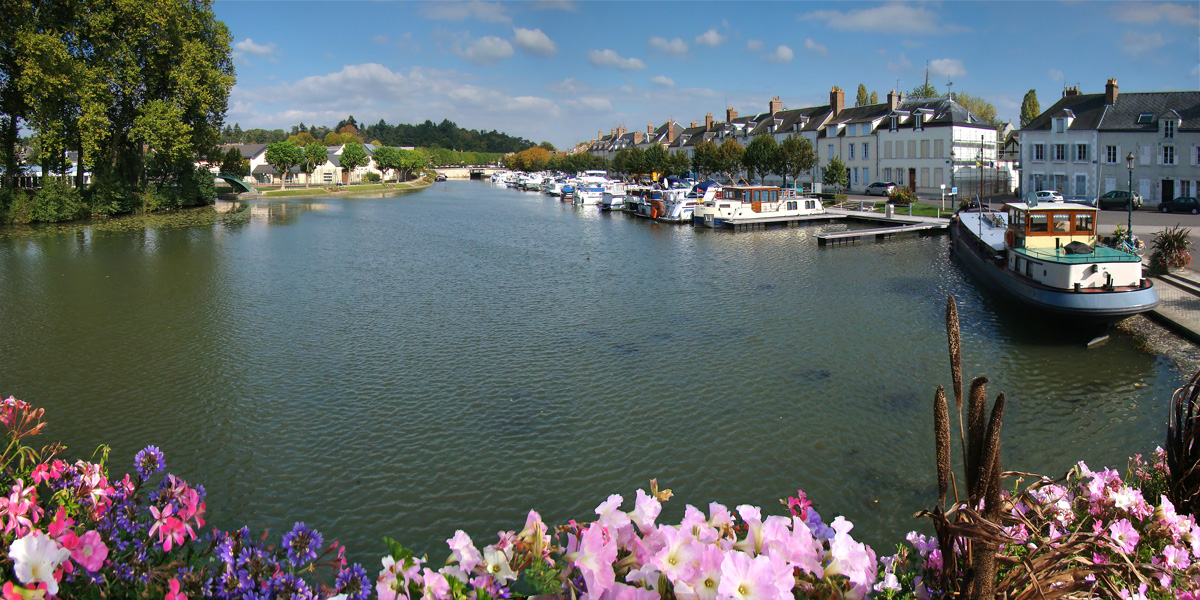
Portul de agrement.

Numele pe care și l-a atribuit Briare, „Briare-le-Canal”, este oarecum restrictiv, deoarece localitatea nu are doar un singur canal, ci trei. Încă din 1605, aici a început construcția „canalului Loyre en Seyne”, viitorul canal de Briare, care a fost deschis complet în 1642.
În 1838, acest canal primește, chiar în amonte de ecluza Baraban, canalul lateral la Loara, care coboară de la Digoin. Acest canal traversează Loara chiar prin albia sa naturală, prin pasajul din Loire de la Mantelot, situat la cinci kilometri în amonte, la Châtillon-sur-Loire.
Totuși, acest pasaj prin Loara se dovedește periculos și, în scurt timp, nu mai corespunde cerințelor traficului fluvial. Astfel, în 1896, este construită o nouă ramură a canalului lateral, care traversează râul prin podul-canal de la Briare. Această nouă ramură a canalului lateral la Loara a fost supranumită „nouveau canal” sau „canal neuf” (noul canal).

#### Cursuri de apă
Rețeaua hidrografică este formată în principal din Loara, canale și ansamblul cursurilor de apă care provin de pe platou, dintre care:
- Vaudelle, o vale cu pante abrupte împădurite, fără un curs de apă semnificativ;
- Guerluchon, care traversează pădurile, în special cele ale domeniului Beauvoir, și include un lanț de iazuri;
- Trézée[11], o vale bine conturată, cu versanți împăduriți;
- Riot du Pain Cher, marcat de zone împădurite și situat la limita sudică a zonei urbanizate;
- Métairie Godard.

La această rețea se adaugă și rețeaua de șanțuri de drenaj din valea Loarei.

### Climă
În 2010, clima comunei era clasificată drept climat oceanic degradat al câmpiilor din Centru și Nord, conform unui studiu al CNRS bazat pe date colectate între 1971 și 2000. În 2020, Météo-France a publicat o tipologie actualizată a climei din Franța metropolitană, conform căreia comuna se află într-o zonă cu climat oceanic alterat și face parte din regiunea climatică Centru și contraforturile nordice ale Masivului Central. Aceasta se caracterizează prin aer uscat vara și un nivel bun de însorire.
Pentru perioada 1971-2000, temperatura medie anuală este de 10,6 °C, cu o amplitudine termică anuală de 15,3 °C. Cantitatea medie anuală de precipitații este de 701 mm, cu 11 zile de precipitații în ianuarie și 7,4 zile în iulie. Pentru perioada 1991-2020, temperatura medie anuală observată la stația meteorologică cea mai apropiată, situată în comuna Saint-Privé la 20 km distanță în linie dreaptă, este de 11,3 °C, iar cantitatea medie anuală de precipitații este de 769,7 mm.
Pentru viitor, parametrii climatici estimati pentru comună, pentru anul 2050, conform diferitelor scenarii de emisii de gaze cu efect de seră, pot fi consultati pe un site dedicat publicat de Météo-France în noiembrie 2022.

### Medii naturale și biodiversitate

#### Zone Natura 2000
Rețeaua Natura 2000 este o rețea ecologică europeană de situri naturale de interes ecologic, creată pe baza Directivelor „Habitate” și „Păsări”. Această rețea este formată din Zone Speciale de Conservare (ZSC) și Zone de Protecție Specială (ZPS).
În cadrul acestor zone, statele membre se angajează să mențină într-o stare favorabilă de conservare tipurile de habitate și speciile vizate, prin măsuri de reglementare, administrative sau contractuale. Scopul este de a promova o gestionare adecvată a habitatelor, ținând cont de cerințele economice, sociale și culturale, precum și de particularitățile regionale și locale ale fiecărui stat membru. Activitățile umane nu sunt interzise, atâta timp cât acestea nu afectează semnificativ starea favorabilă de conservare a habitatelor și speciilor vizate.
Pe teritoriul comunei Briare sunt desemnate următoarele situri Natura 2000:
| Nume                                              | Număr     | Tip                        | Hotărâre        | Suprafață | Descriere |
| ------------------------------------------------- | --------- | -------------------------- | --------------- | --------- | --- |
| Valea Loarei de la Tavers la Belleville-sur-Loire | FR2400528 | SIC (Directiva „Habitate”) | 13 aprilie 2007 | 7 120 ha  | Situl include 51 de comune. Delimitarea acestui sit Natura 2000 este foarte apropiată de cea corespondentă Directivei Păsări. Interesul major al sitului constă în habitatele Loarei legate de dinamica fluviului, care adăpostesc numeroase specii enumerate în anexa II a Directivei Habitate. Este situat în partea de sud a comunei. |
| Valea Loarei din Loiret                           | FR2410017 | ZPS (Directiva „Păsări”)   | 4 mai 2007      | 7 684 ha  | Situl acoperă valea Loarei în departamentul Loiret. Această ZPS continuă în amonte și în aval pe departamentele vecine. Interesul major al sitului constă în habitatele și speciile Loarei legate de dinamica fluviului. Aceste habitate adăpostesc numeroase specii enumerate în anexa I a Directivei Păsări. Situl este caracterizat prin prezența coloniilor de cuibărit ale chirei mici și ale chirei cu obraz alb, precum și ale pescărușului cu cap negru. Există și locuri de pescuit pentru vulturul pescar. De asemenea, situl este loc de reproducere pentru stârcul de noapte, egreta mică, viesparul, gaia neagră, pasărea ogorului, pescărașul albastru, ciocănitoarea neagră și sfrânciocul roșiatic. Este situat în partea de sud a comunei. |

#### Zone naționale de interes ecologic, faunistic și floristic

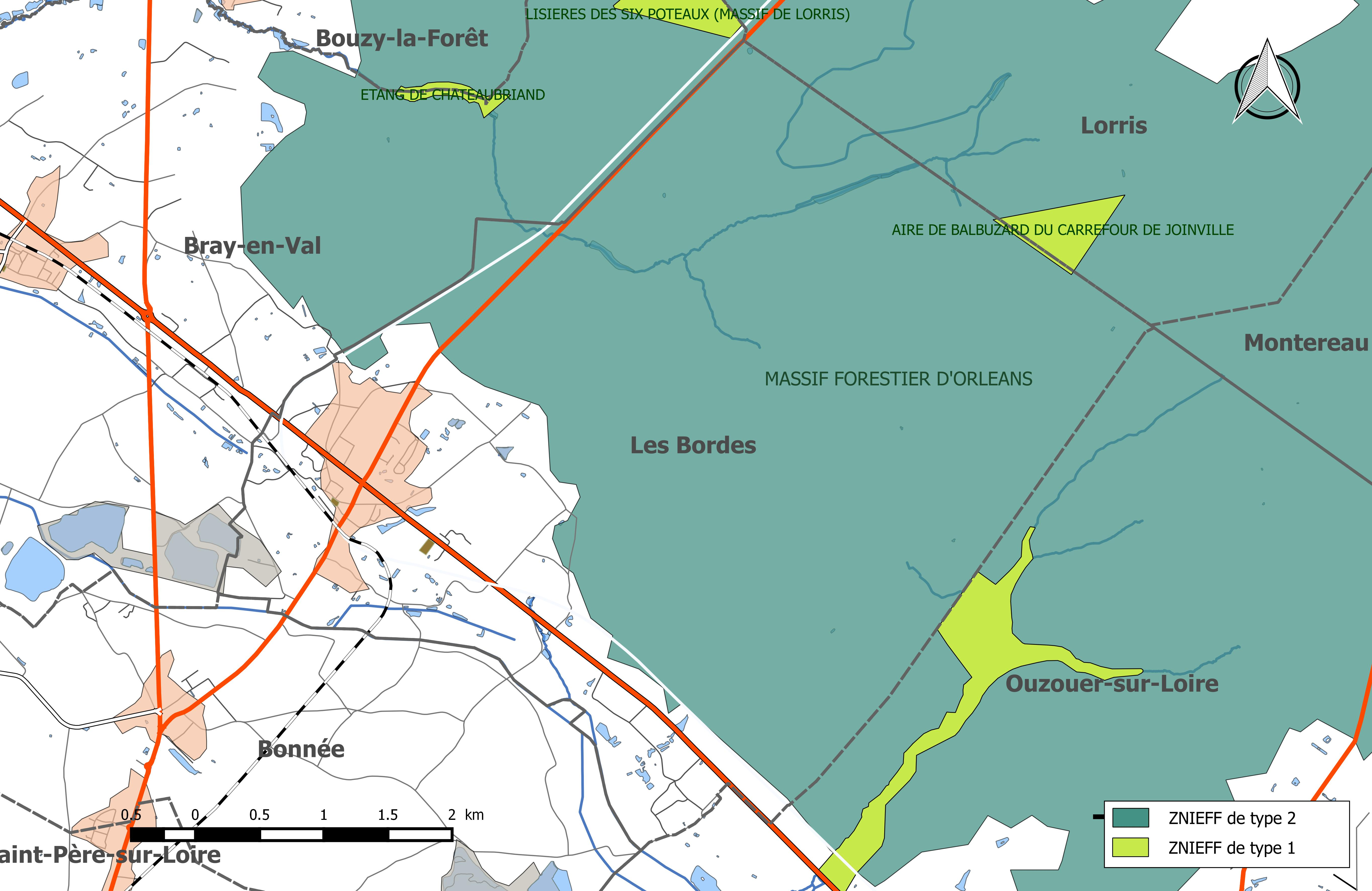
Hartă a zonelor ZNIEFF din comună și împrejurimile sale.

Inventarul zonelor naturale de interes ecologic, faunistic și floristic (ZNIEFF) are ca obiectiv identificarea celor mai valoroase zone din punct de vedere ecologic, în principal pentru a îmbunătăți cunoașterea patrimoniului natural național și pentru a oferi factorilor de decizie un instrument util în luarea în considerare a mediului în amenajarea teritoriului.
Teritoriul comunei Briare include o ZNIEFF, și anume „Loire berrichonne”, o ZNIEFF de tip 2, cu o suprafață de 7 058 hectare. Această zonă se întinde pe 31 de comune, dintre care 19 în departamentul Cher și 12 în Loiret.
Loire berrichonne (care ar putea fi denumită și niverneză sau burgundă) se caracterizează printr-un lit minor împletit, cu numeroase insule și bancuri de nisip. Pădurea aluvială ocupă o suprafață mult mai mare decât în celelalte secțiuni ale Loarei mijlocii.
Cursul râului, orientat aproximativ Nord-Sud, joacă un rol esențial ca coridor ecologic, servind și ca zonă de popas pentru păsările migratoare. În plus, această zonă reprezintă un important habitat de reproducere pentru avifaună.

### Cadru de viață
În clasamentul din 2016, Consiliul Național al Orașelor și Satelor Înflorite din Franța a acordat comunei Briare patru flori în cadrul Concursului orașelor și satelor înflorite.

## Toponimie
Numele antic al localității Briare era Brivodurum, care în limba celtică înseamnă „pod” (briva) și „poartă” sau „loc fortificat” (durum). Acest nume este menționat pe Tabula Peutingeriana, o copie medievală a unei hărți romane care reprezenta rețeaua rutieră a Imperiului Roman.

## Urbanism

### Tipologie
La 1 ianuarie 2024, Briare este clasificată drept târg rural, conform noii grile comunale de densitate cu șapte niveluri, definită de INSEE (Institutul Național de Statistică și Studii Economice) în 2022. Aceasta aparține unității urbane Briare, o aglomerație intra-departamentală formată din două comune, al cărei centru urban este Briare. De asemenea, comuna face parte din zona metropolitană a orașului Gien, unde este o comună din coroana acestuia. Această zonă, care include 29 de comune, este clasificată în categoria zonelor cu mai puțin de 50.000 de locuitori.

### Utilizarea terenurilor
Ocuparea terenurilor din comuna, așa cum reiese din baza de date europeană privind ocuparea biogeofizică a solurilor Corine Land Cover (CLC), este marcată de importanța teritoriilor agricole (51,4 % în 2018), în scădere față de 1990 (57,7 %). Repartizarea detaliată în 2018 este următoarea: terenuri arabile (35,6 %), păduri (26,6 %), pajiști (9 %), zone urbanizate (7,5 %), terenuri agricole eterogene (6,8 %), ape continentale (4,7 %), zone industriale sau comerciale și rețele de transport (3,9 %), medii cu vegetație arbustivă și/sau ierboasă (3,7 %), spații verzi artificializate, non-agricole (2,2 %). Evoluția ocupării terenurilor în comună și a infrastructurilor sale poate fi observată pe diferitele reprezentări cartografice ale teritoriului: harta Cassini (secolul XVIII), harta de stat-major (1820-1866) și hărțile sau fotografiile aeriene ale IGN pentru perioada actuală (1950 până în prezent).

### Căi de comunicație și transporturi

#### Infrastructura rutieră

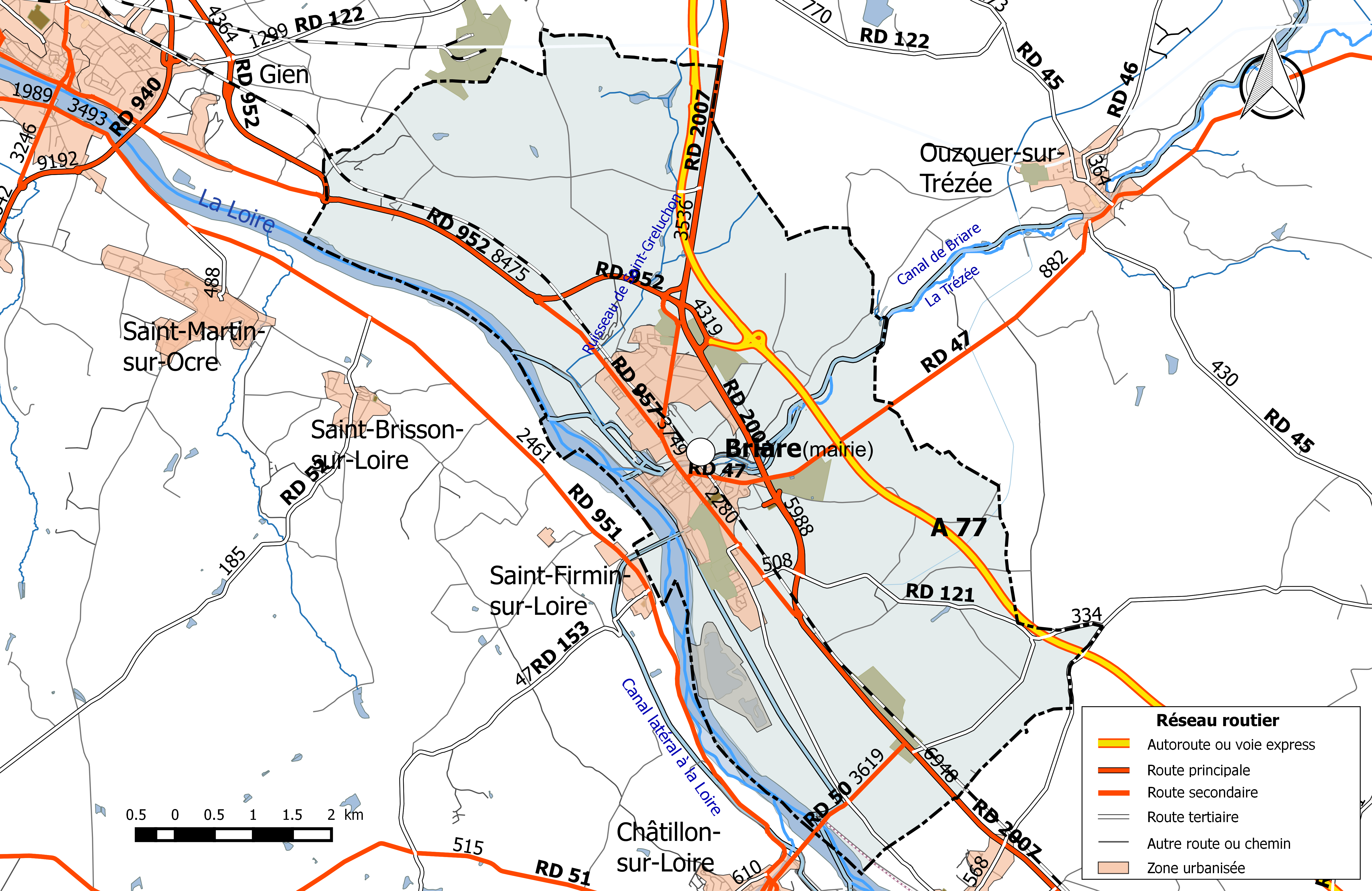
Rețeaua rutieră principală a comunei Briare (cu indicarea traficului rutier din 2014).

Comuna este traversată de autostrada A77 și de drumurile departamentale 2007, 957, 952, 121 și 47.
Limita de nord-est a comunei este mărginită de autostrada A77, a cărei secțiune Briare – Cosne-Cours-sur-Loire, de 33 km, a fost dată în exploatare pe 19 iunie 2000, după punerea în funcțiune a secțiunii Dordives – Briare în noiembrie 1999. Această secțiune finalizează astfel legătura Dordives – Cosne-Cours-sur-Loire, permițând reducerea izolării departamentului Nièvre și descongestionarea traficului de pe A6 și RN7 (actualul RD 2007), în timp ce valorifică axa Nord-Sud de la Paris spre Lyon și Masivul Central prin Nevers. Nodul rutier de la Briare este situat în apropierea aglomerației, în zona de activități Marchais Barnault. În acest loc, concesionarul a amenajat centrul de întreținere al acestui tronson rutier.
Drumul departamental RD 2007, care leagă Dordives de Bonny-sur-Loire, este fosta șosea națională 7. La înființarea sa, în 1824, a fost definit ca fiind drumul de la Paris către Antibes și Italia, prin Nisa, succedând astfel drumului imperial 8.
Drumul departamental RD 952 este fosta șosea națională 152, care la înființarea sa în 1824 lega Briare de Angers, succedând drumului imperial 172. Secțiunea dintre Briare și Châteauneuf-sur-Loire a fost declasată și transferată departamentului Loiret printr-un decret din 22 decembrie 2012.
Completând aceste drumuri, comuna este străbătută de mai multe drumuri comunale și căi rurale care deservesc fermele, cătunele și satele din împrejurimi.

#### Infrastructura feroviară
Linia feroviară care leagă Paris de Nevers traversează teritoriul Giennois, având două opriri: Gien și Briare. Această rută feroviară are un număr relativ redus de curse pe aceste două gări, cu doar o zece călătorii dus-întors pe zi. În comparație, Montargis beneficiază de aproximativ patruzeci de curse dus-întors spre Paris zilnic. Durata călătoriei între Gien și Paris este de 1 oră și 30 de minute.
Reorganizarea națională a orarelor feroviare, care a avut loc în decembrie 2011, nu a dus la suprimarea legăturilor cu Parisul, însă ultimul tren dinspre Paris către Gien și Briare pleacă acum la ora 19:04, față de 19:30 anterior, ceea ce complică deplasările pentru cei care doresc să facă naveta zilnică, în special pentru muncă, la Paris.
Linia feroviară Moret - Veneux-les-Sablons – Lyon-Perrache traversează teritoriul comunei.

## Istorie
În 596, regulamentul stabilit de Sfântul Aunaire, al 18-lea episcop de Auxerre (572-605), includea Brire printre cele treizeci de parohii principale ale diecezei.
Orașul s-a dezvoltat sub domnia lui Henric al IV-lea, datorită construcției canalului Loyre en Seyne, care ulterior a devenit canalul de Briare. Acest canal, construit în secolul al XVII-lea, leagă Loara de Sena, facilitând transportul fluvial între cele două bazine hidrografice.
Între 29 ianuarie și 8 februarie 1939, peste 2 800 de refugiați spanioli, fugind de prăbușirea Republicii Spaniole în fața trupelor lui Franco, au sosit în departamentul Loiret. Din cauza insuficienței structurilor de primire din Orléans, au fost deschise 46 de centre de primire rurale, printre care și unul în Briare.
Refugiații, în mare parte femei și copii (deoarece bărbații au fost dezarmați și reținuți în sudul Franței), au fost supuși unei carantine stricte, vaccinați, iar corespondența a fost limitată. Hrana, deși modestă și pregătită în stil francez, era asigurată în mod constant.
O parte dintre refugiați s-au întors în Spania, încurajați de guvernul francez, care a facilitat condițiile de repatriere. Cei care au ales să rămână în Franța au fost relocați în campul de la Verrerie des Aydes, în Fleury-les-Aubrais.

### Al Doilea Război Mondial
Pe 10 iunie, în fața înaintării germane, guvernul francez tocmai s-a retras la Tours și în castelele din împrejurimi. Generalul Weygand, comandantul suprem al armatelor franceze, mută marele cartier general de la Paris la Briare și îl instalează pe domeniul Vaugereau. El însuși, împreună cu cabinetul său, ocupă, la câțiva kilometri de acolo, castelul Muguet din comuna Breteau.
Pe 11 iunie 1940, în acest castel are loc penultima reuniune a Comitetului Suprem Interaliat, la care participă, din partea britanică, prim-ministrul Winston Churchill și secretarul său de stat pentru Război, Anthony Eden, care au aterizat în aceeași zi lângă Briare, împreună cu trei generali. Din partea franceză, sunt prezenți președintele Consiliului, Paul Reynaud, vicepreședintele Consiliului, Philippe Pétain, noul secretar de stat pentru Război, Charles de Gaulle, Maxime Weygand și diverși alți ofițeri. Această reuniune, cunoscută sub numele de „Conferința de la Briare”, a marcat ruptura dintre Aliați, dar și în rândul liderilor francezi, între susținătorii continuării războiului și partizanii unui armistițiu.
De la sfârșitul lunii august 1944, al 2-lea regiment de vânători parașutiști este angajat pe Loara, în special la Briare, pentru a împiedica inamicul să ocupe malul drept al fluviului.

## Populația și societatea

### Date demografice
Evoluția numărului de locuitori este cunoscută prin recensămintele populației efectuate în comună începând din 1793. Pentru comunele cu mai puțin de 10 000 de locuitori, un recensământ al întregii populații este realizat la fiecare cinci ani, populațiile legale pentru anii intermediari fiind estimate prin interpolare sau extrapolare.
În 2022, comuna număra 5 012 locuitori, în scădere cu -6,91 % față de 2016 (Loiret: +1,89 %, Franța fără Mayotte: +2,11 %).
| An        | 1793  | 1821  | 1841  | 1851  | 1876  | 1886  | 1901  | 1921  | 1936  | 1962  | 1982  | 2006  | 2014  | 2022  |
| --------- | ----- | ----- | ----- | ----- | ----- | ----- | ----- | ----- | ----- | ----- | ----- | ----- | ----- | ----- |
| Populație | 1 655 | 2 082 | 3 239 | 3 477 | 5 153 | 5 894 | 5 630 | 4 577 | 3 791 | 4 114 | 6 267 | 5 703 | 5 742 | 5 012 |

## Cultură locală și patrimoniu

### Locuri și monumente
- Podul-canal de la Briare, proiectat de inginerul Léonce-Abel Mazoyer, cu participarea arhitectului Gustave Eiffel pentru lucrările de zidărie, permite canalului lateral al Loarei să traverseze acest fluviu. Construcția sa a fost finalizată și deschisă circulației pe 16 septembrie 1896. Acest pod a deținut timp de peste un secol recordul european de lungime în categoria sa, până când a fost depășit, în 2003, de podul-canal Magdeburg de pe Elba, care măsoară 918 metri. Podul a fost clasat monument istoric printr-un decret emis la 12 mai 1976[48].
- Biserica Saint-Étienne din Briare, în stil romanic-bizantin, a fost construită între anii 1890 și 1895 și se remarcă prin decorațiile realizate din emailuri de Briare, unele dintre ele având o inspirație mai degrabă profană (semnele zodiacale). Finanțarea care a permis construirea edificiului a fost asigurată de industriașul Jean-Félix Bapterosses, patronul fabricii de emailuri din Briare. Această biserică a fost înscrisă ca monument istoric printr-un decret emis la 14 mai 1987[49].
- Castelul Seniorilor Canalului de la Loyre la Sena, remodelat în secolul al XVIII-lea, găzduiește în prezent primăria. Turnul alăturat adăpostește oficiul de turism.
- Uzina de ridicare a apei, construită între 1894 și 1895, permite alimentarea cu apă a canalului Briare printr-un sistem de aspirație a apei din Loara. Aceasta este trimisă printr-un canal subteran care iese la suprafață în locul numit le Chesnoy și ajunge până la linia de separare a apelor dintre canalul Briare și canalul Loing. Uzina a fost renovată și modernizată în 1996.
- Castelul Trousse-Barrière, construit între 1885 și 1890 la inițiativa familiei Yver-Bapterosses[50], este astăzi un spațiu dedicat expozițiilor temporare.
- Rețeaua vechilor canale și gările de apă din Prés-Gris, care în prezent formează portul de agrement din Briare.
- Aerodromul Briare - Châtillon.
- Monumentul dedicat lui Frédéric Bapterosses[51].
- Monumentul dedicat lui Jean-Félix Bapterosses, datând din 1897[52].

## Înfrățiri
- Belgia – Mons - Este vorba, mai precis, despre un înfrățire cu Jemappes, o comună din aceast oraș. La Briare există o piață numită Place de Jemappes.[53]